# جایزه بزرگ بریتانیا ۱۹۵۶
جایزه بزرگ بریتانیا ۱۹۵۶ (انگلیسی: ‎1956 British Grand Prix‎) یک مسابقهٔ موتوری در رشتهٔ اتومبیل‌رانی فرمول یک بود که در تاریخ ۱۴ ژوئیهٔ ۱۹۵۶ در پیست سیلورستون واقع در سیلورستون، انگلستان برگزار شد. این گراند پری در میان ۸ گراند پری در فصل ۱۹۵۶، مسابقهٔ شمارهٔ ۶ بود.
در این مسابقه که در ۱۰۱ دور و به مسافت ۴۷۵٫۷۶۶ کیلومتر (۲۹۵٫۶۲۷ مایل) برگزار شد، پول پوزیشن توسط استیرلینگ ماس کسب شد و سریع‌ترین زمان برای طی یک دور پیست که برابر با ۱:۴۳٫۲ بود نیز توسط استیرلینگ ماس به ثبت رسید.
خوان مانوئل فانخیو از تیم فراری، آلفونسو د پورتاگو از تیم فراری و ژان بهرا از تیم مازراتی به‌ترتیب مقام‌های اول تا سوم مسابقه را کسب کردند.

## رده‌بندی قهرمانی پس از مسابقه
| رده‌بندی قهرمانی رانندگان \| \| جایگاه \| راننده \| امتیاز \| \| -------- \| ------ \| ------------------ \| ------ \| \| \| ۱ \| پیتر کالینز \| ۲۲ \| \| ۱ \| ۲ \| خوان مانوئل فانخیو \| ۲۱ \| \| ۱ \| ۳ \| ژان بهرا \| ۱۸ \| \| \| ۴ \| استیرلینگ ماس \| ۱۳ \| \| \| ۵ \| پت فلاهرتی \| ۸ \| \| منبع:[۱] \| \| \| \| |        |                    |        |
| | جایگاه | راننده             | امتیاز |
| | ۱      | پیتر کالینز        | ۲۲     |
| ۱ | ۲      | خوان مانوئل فانخیو | ۲۱     |
| ۱ | ۳      | ژان بهرا           | ۱۸     |
| | ۴      | استیرلینگ ماس      | ۱۳     |
| | ۵      | پت فلاهرتی         | ۸      |
| منبع: |        |                    |        |

یادداشت
- تنها پنج جایگاه نخست از هر رده‌بندی نمایش داده شده‌است.